# Упканкуль (озеро, Аскинский район)
Упканкуль (баш. Упҡанкүл, от упҡын `омут, бездна` и күл `озеро`) — озеро в Аскинском районе Башкортостана, в деревне Упканкуль, получившей название от озера. Высота над уровнем моря — 181 м.
Памятник природы с 1985 года. Площадь охранной зоны — 3,0 км². Охраняется государством болото и озеро Упканкуль около д. Упканкуль. Но экологическое состояние плохое, школьниками проводятся экологические субботники.
Объекты охраны: 1) Эталонные и редкие болотные растительные сообщества (осоково-сфагновые сплавинные болота); 2) Популяции редких видов растений (пушица стройная, клюква болотная, росянка круглолистная, росянка английская, гаммарбия болотная и др.).
Назначение ООПТ: Охрана всего природного комплекса и биоразнообразия.